# Гай Октавій (вершник)
Гай Октавій (*Gaius Octavius, бл. 255 до н. е. — після 230 до н. е.) — політичний діяч часів Римської республіки. Засновник молодшої гілки Октавіїв, від якого походив імператора Октавіан.

## Життєпис
Походив з роду вершників Октавіїв. Молодший син Гнея Октавія Руфа, квестора. Відомий насамперед належністю до стану вершників. На відміну від старшого брата Гнея не зміг досягти якихось магистратур.

## Родина
- Гай Октавій, військовий трибун